# Polder
Polder je hidrološka umetna depresija, obkrožena z jezovi, ki je s kanali in vodnimi izpusti povezana z vodo, ki ga obkroža. Razlikujemo tri vrste polderjev:
- izsušene vodne površine, kot so jezera ali morska obala,
- poplavne doline, ki so od morja ali reke ločene z jezovi,
- močvirna tla, ki so ločena od vode z jezom ali konstantnim spuščanjem vode.

Višina izsušenih tal sčasoma upada, zato vsi polderji v nekem trenutku postanejo depresije. Voda stalno, zaradi pritiska ali padavin, prodira v polder, zato se mora črpati ali spuščati skozi izpuste v času oseke. Polderji, nastali iz močvirnih tal, imajo šotna tla, zato propadajo hitreje od ostalih vrst.
Nasipi so navadno zgrajeni iz lokalno dostopnega materiala, zato ima vsak svoje pomanjkljivosti: pesek je podvržen prepuščanju zaradi prezasičenja z vodo, šota pa je lažja od vode, zato so taki nasipi propustni v toplem vremenu. Nekaterim nasipom grozi kolaps zaradi rovov, ki jih delajo živali, kot je pižmovka, zato je na Nizozemskem dovoljen lov do iztrebljenja.
Poleg Nizozemske, kjer je polderjev več tisoč, so ti še v Belgiji, v Gvajani, v Italiji, v Franciji, v Kanadi, v Nemčiji, na Poljskem, v ZDA in v Združenem kraljestvu.

## Klasični pomen
V klasičnem nizozemskem pomenu, zlasti na območju okoli reke Ems, na spodnji Odri v Nemčiji, in se uporablja tudi v Normandiji v Franciji, je polder območje, ki je zaščiteno z nasipi pred poplavami. V večini teh polderjev je vodostaj sosednjih večjih voda (morje ali reke) pogosto ali trajno višji. Zato je treba vodo črpati iz odtočnih jarkov polderja nad ali skozi nasip, v današnjem času večinoma z močjo motorja, v predindustrijskih časih z vetrno močjo. Skupine vetrnic na nasipih delte Ren, ki so znamenitost Nizozemske, so stare vetrne črpalke. V Schleswig-Holsteinu se klasični polderji imenujejo Koog. Običajna beseda v Spodnji Saški Groden se dejansko nanaša na teren pod nasipom, vendar se je ohranil na mnogih mestih, potem ko so se območja poimenovala kot ime.
Primeri znanih polderjev
- Na Nizozemskem in Flandriji so celotna kopenska območja potopljena in tvorijo značilno poldersko pokrajino. Najbolj znani primer je sistem Zuiderzeewerken (obsežen sistem nasipov, rekultivacijskih površin in vodnih črpalk), ki je ločil plitvo Zuiderzee od Severnega morja in pridobil nova zemljišča z gradnjo polderjev in novo ustvarjen IJsselmeer.
- Oderbruch je polder, ki je bil zgrajen v 18. stoletju na Odri in na vzhodnem robu te nižine obide Odro, katere gladina vode je zdaj višja od dna Oderniederunga.
- Otok Schokland, pokrajina polderjev na Nizozemskem, je bila leta 1995 vpisana na seznam Unescove svetovne dediščine, saj je to kulturno pokrajino še posebej vredno ohraniti zaradi njene »izjemne univerzalne vrednosti«.

### Koog, groden, polder
Koog, tudi Polder ali Groden, je na severnomorski obali Nemčije, Danske, Nizozemske in Belgije z gradnjo nasipov in odtokom iz morja osvojil ravno močvirje. Ta oblika melioracije je tudi na rekah. Po navadi je koog zaščiten z jarki.
Na Nizozemskem in v sosednjih delih Vzhodne Frizije se za potopljeno deželo večinoma uporablja sinonim polder (nizkonemško Poller za 'privez'), kar naj bi bilo povezano z besedo Pfuhl – 'mlakuža' . V vzhodnem delu Vzhodne Frizije in v državi Oldenburg še vedno obstaja ime Groden.

## Poplavni polder / poplavni zaščitni polder
Poplavni polder je zadrževalno območje, ki ga lahko med rečnimi poplavami namerno poplavimo, da začasno zmanjšamo pretok nizvodnih rečnih odsekov in s tem zmanjšamo plimski val. Za take polderje veljajo omejitve uporabe, na primer prepoved razvoja. Nasipi so ločeni od struge, pa tudi od sosednjih intenzivno uporabljanih območij.
Nasipi na intenzivno uporabljenih sosednjih območjih preprečujejo, da bi jih ob poplavi polderjev poplavilo. Na ta način izboljšujejo uporabnost območja polderjev, saj preprečujejo poplavljanje polderja tudi pri nižjih nivojih poplav, ki ne predstavljajo grožnje na naslednjih rečnih odsekih. Omogočajo, da se voda, umaknjena iz reke, zadrži dlje kot v naravno poplavljenem poplavnem območju. Takšni polderji so zasnovani predvsem za zaščito pred poplavami velikih mest in ozkih dolin v prostornih odsekih, ki ležijo zgoraj, na primer v Zgornjem Porenju v bližini Ingelheima am Rhein.
Za manj velika vodna telesa se uporabljajo kot zadrževalni bazeni - po potrebi prazni - kot v Leinetalu med Northeimom in Einbeck-Salzderheldenom. Tu jez, skozi katerega reka običajno nemoteno teče skozi odprta vrata na dnu, blokira rečno depresijo. Ob visoki plimi je plimski val tukaj spravljen in uravnava odtok na sprejemljivo raven na spodnjem toku.
Razlikujemo nenadzorovane in nadzorovane polderje. V primeru nenadzorovanega polderja se zadrževalni bazen napolni, ko je presežena višina, ki jo je postavil jez. Če to polnjenje poteka v času največjega poplavnega vala, lahko takšen polder, odvisno od njegove velikosti, povzroči izrazito zmanjšanje poplavnega vrha. Če pa poplavni val preide območje polderja v času, ko je polder že napolnjen, se lahko izpusti bistveno manj vode in zmanjša zadrževalni učinek. V nadzorovanem polderju se lahko izpust natančno ujema s poplavnim valom. V ta namen pa je potrebna zgodnja in natančna napoved poplavnega toka. 

## Polder v deponiji odpadkov
V odpadnem inženiringu polder pomeni jamo, v katero se odlagajo odpadki ali ustrezno odlagališče odpadkov na odlagališču. Vzporednica s polderjem v hidravličnem inženirstvu je razložena z dejstvom, da je odlagališče običajno (pogosto nevidno) nasipano, da se z njega zbirajo odtoki in se lahko očisti.